# Benjamin J. Rabin

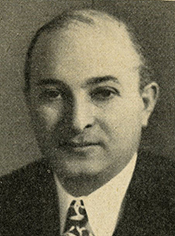
Benjamin J. Rabin

Benjamin J. Rabin (* 3. Juni 1896 in Rochester, New York; † 22. Februar 1969 in Palm Beach, Florida) war ein US-amerikanischer Jurist und Politiker. Zwischen 1945 und 1947 vertrat er den Bundesstaat New York im US-Repräsentantenhaus.

## Werdegang
Benjamin J. Rabin besuchte öffentliche Schulen seiner Heimatstadt. Er ging dann auf die New York University, unterbrach allerdings sein Studium wegen des Ersten Weltkrieges am 30. Mai 1917 und verpflichtete sich als Matrose in der US-Navy. In der Folge wurde er zum Ensign befördert und diente bis Januar 1919. Im Anschluss nahm er sein Studium an der New York University wieder auf und graduierte 1919 an deren rechtswissenschaftlichen Fakultät. Nach dem Erhalt seiner Zulassung als Anwalt im selben Jahr begann er in New York City zu praktizieren. Im Mai 1921 trat er mit dem Dienstgrad eines Ensign aus der Naval Reserve aus. Er war dann 1934 und 1935 Berater des New York State Joint Legislative Committee, welches Hypothekenversicherungen untersuchte. Dann beriet er zwischen 1935 und 1937 die Mortgage Commission von New York und war zwischen 1937 und 1939 deren Vorsitzender. Politisch gehörte er der Demokratischen Partei an.
Bei den Kongresswahlen des Jahres 1944 für den 79. Kongress wurde Rabin im 24. Wahlbezirk von New York in das US-Repräsentantenhaus in Washington, D.C. gewählt, wo er am 4. Januar 1945 die Nachfolge von James M. Fitzpatrick antrat. Er wurde einmal wiedergewählt, trat allerdings zum 31. Dezember 1947 von seinem Sitz im US-Repräsentantenhaus zurück.
Man wählte ihn zum Richter am New York Supreme Court. Er legte seinen Amtseid am 5. Januar 1948 ab. Im Januar 1955 benannte ihn der Gouverneur W. Averell Harriman zum beisitzenden Richter in der Berufungskammer für dessen Restamtszeit zum 31. Dezember 1961. Er wurde für eine vierzehnjährige Amtsperiode wiedergewählt, verstarb allerdings vor dem Ende dieser am 22. Februar 1969 in Palm Beach. Sein Leichnam wurde dann auf dem Riverside Cemetery in Rochelle Park (New Jersey) beigesetzt.